# Saint-Aubin (Jura)
Saint-Aubin (39) é uma comuna francesa na região administrativa de Borgonha-Franco-Condado, no departamento de Jura. Estende-se por uma área de 33,76 km². Em 2010 a comuna tinha 1 844 habitantes (densidade: 54,6 hab./km²).